# Clarksville (Texas)
Clarksville è una città ed è il capoluogo della contea di Red River, Texas, Stati Uniti. Al censimento del 2010, la popolazione era di 3.285 abitanti. È situata nella parte più settentrionale della regione del Piney Woods nel Texas orientale.

## Geografia fisica
Secondo lo United States Census Bureau, ha un'area totale di 3,0 mi² (7,77 km²).

## Società

### Evoluzione demografica
Secondo il censimento del 2010, la popolazione era di 3.285 abitanti.

### Etnie e minoranze straniere
Secondo il censimento del 2010, la composizione etnica della città era formata dal 43,6% di bianchi, il 48,1% di afroamericani, lo 0,7% di nativi americani, lo 0,4% di asiatici, lo 0,0% di oceanici, il 5,3% di altre etnie, e il 2,0% di due o più etnie. Ispanici o latinos di qualunque provenienza erano il 9,6% della popolazione.